# Loretosalmler
Der Loretosalmler (Hyphessobrycon loretoensis) ist ein in den Gewässern des nordöstlichen Peru und im kolumbianischen Río Meta beheimateter Vertreter der Salmler-Gattung Hyphessobrycon. Er wurde nach der Region Loreto im peruanischen Amazonasgebiet benannt, dem südlichen Teil seines Verbreitungsgebietes.

## Merkmale
Er wird 4 cm groß und hat einen sehr langgestreckten, niedrig gebauten Körper. Seine Standardlänge beträgt das 3,3 bis 3,5fache der Körperhöhe. Seine Farbe ist bräunlichgelb, der Bauch ist weiß. Ein breites, schwarzes Längsband zieht sich entlang der Flanken vom Hinterrand der Augen bis zum Schwanzflossenstiel. Die Schwanzflosse ist rötlich, Rücken- und Afterflosse sind gelblich bis orange, mit weißem vorderen Rand.
- Flossenformel: Dorsale 2/9, Anale 19–20.
- Schuppenformel: mLR 33–34, QR 4½-5/3–4, SL 5–7.

## Aquaristik
Der friedliche Schwarmfisch wurde 1938 erstmals nach Europa eingeführt und ist seither ein beliebter Aquarienfisch. Er bevorzugt weiches, leicht saures Wasser. Loretosalmler sollten unbedingt im Schwarm gehalten werden und sowohl Versteckmöglichkeiten durch Wasserpflanzen als auch freie Schwimmfläche vorfinden. Die Färbung der Tiere wird intensiver, wenn sie bei gedämpften Licht (Schwimmpflanzen) und dunklem Bodengrund gepflegt werden. Eine Vergesellschaftung mit zu lebhaften oder gar aggressiven Fischen beeinträchtigt das Wohlbefinden der scheuen Tiere stark.